# Обстрел Белгорода 15 февраля 2024 года
15 февраля 2024 года в результате ракетного обстрела города Белгород погибло 7 мирных жителей и 20 получили ранения, среди погибших был четырёхмесячный ребёнок. Основные разрушения и жертвы были зафиксированы в торговом центре на улице Плеханова и на стадионе возле школы № 42.
Минобороны России заявило, что в районе 12:30 над территорией Белгородской области были сбиты 14 реактивных снарядов РСЗО RM-70 Vampire, выпущенных ВС Украины, не уточнив, были ли сбиты все снаряды. Эта же система, по заявлению МО РФ, использовалась и во время предыдущего массированного обстрела Белгорода в конце декабря.
По сообщениям местных СМИ, в результате обстрела в городе и районе пострадали более 100 квартир и 24 частных дома.
По словам источников ТАСС в силовых структурах удары по Белгороду были нанесены из пункта Липцы на территории Украины. Ранее оттуда же, по заявлению  российской стороны, был сбит Ил-76.

## Реакции

### Россия
Официальный представитель МИД России Мария Захарова назвала обстрел «очередным актом терроризма со стороны киевского режима».
Сообщается, что Россия вынесет тему обстрела города на рассмотрение международных организаций, в том числе Совбеза ООН.
Следственный комитет РФ из-за обстрела Белгорода возбудил уголовное дело по признакам преступления, предусмотренного статьей 205 УК РФ (террористический акт).

### Украина
Власти Украины и Генштаб ВСУ не комментировали обстрел Белгорода.